# Paromamin 6'-oksidaza
Paromamin 6'-oksidaza (EC 1.1.3.43,  (gen),  (gen),  (gen), tacB (gen)) je enzim sa sistematskim imenom paromamin:kiseonik 6'-oksidoreduktaza. Ovaj enzim katalizuje sledeću hemijsku reakciju
paromamin + O2 {\displaystyle \rightleftharpoons } 6'-dehidroparomamin +2O2
Ovaj enzim sadrži FAD. On učestvuje u biosintetičkom putu nekoliko klinički važnih aminociklitolnih antibiotika, uključujući kanamicin, butirozin, neomicin i riboztamicin. Ovaj enzim radi u kombinaciji sa EC 2.6.1.93, neaminskom transaminazom, da zameni 6'-hidroksi grupu paromamina sa amino grupom. Enzim iz bakterije Streptomyces fradiae takođe katalizuje reakciju enzima EC 1.1.3.44, 6-hidroksineomicin C oksidaza.

## Literatura
- Nicholas C. Price; Lewis Stevens (1999). Fundamentals of Enzymology: The Cell and Molecular Biology of Catalytic Proteins (Third изд.). USA: Oxford University Press. ISBN 019850229X.
- Eric J. Toone (2006). Advances in Enzymology and Related Areas of Molecular Biology, Protein Evolution (Volume 75 изд.). Wiley-Interscience. ISBN 0471205036.
- Branden C; Tooze J. Introduction to Protein Structure. New York, NY: Garland Publishing. ISBN 0-8153-2305-0.
- Irwin H. Segel. Enzyme Kinetics: Behavior and Analysis of Rapid Equilibrium and Steady-State Enzyme Systems (Book 44 изд.). Wiley Classics Library. ISBN 0471303097.

## Spoljašnje veze
- Paromamine+6'-oxidase на 